# 島田太郎 (実業家)
島田 太郎（しまだ たろう、1966年10月22日 - ）は、日本の実業家。株式会社東芝代表取締役社長兼CEO。
東芝エネルギーシステムズ株式会社代表取締役社長、東芝インフラシステムズ株式会社代表取締役社長、東芝デバイス&ストレージ株式会社代表取締役社長、東芝デジタルソリューションズ株式会社取締役社長を兼任する。大阪府出身。

## 経歴
大阪府立市岡高校、甲南大学理工学部卒業。
1990年、新明和工業入社。2015年9月、独シーメンス日本法人専務などを経て、18年10月東芝入社。コーポレートデジタル事業責任者、19年4月執行役常務、20年4月執行役上席常務、22年3月から代表執行役者社長を経て、2023年12月22日付で代表取締役社長兼CEO。

## 履歴[2]
- 1990年04月 - 新明和工業入社。
- 1999年09月 - Structural Dynamics Research Corporation入社。
- 2010年02月 - シーメンスPLMソフトウェア日本法人代表取締役社長兼米国本社副社長。
- 2015年09月 - シーメンス専務執行役員、デジタルファクトリー事業本部長、プロセス&ドライブ事業本部長。
- 2018年10月 - 東芝入社、コーポレートデジタル事業責任者（2019年3月まで）。
- 2019年10月 - 東芝デジタルソリューションズ取締役常務（2020年4月まで）
- 2020年04月 - 東芝執行役上席常務、東芝デジタルソリューションズ取締役社長（2022年3月まで）
- 2020年12月 - ウイングアーク1st株式会社　社外取締役就任（2022年5月まで）
- 2022年03月 - 東芝代表執行役社長CEO就任。
- 2022年06月 - 東芝取締役兼代表執行役社長CEO就任。
- 2023年12月22日 - 東芝代表取締役社長兼CEO就任（現職）。